# 2019年ロシアグランプリ
2019年ロシアグランプリ (2019 Russian Grand Prix) は、2019年のF1世界選手権第16戦として、2019年9月29日にソチ・オートドロームで開催された。
正式名称は「Formula 1 VTB Russian Grand Prix 2019」。

## 背景
タイヤ
本レースでピレリが用意するドライタイヤのコンパウンドは、ハード（白）：C2、ミディアム（黄）：C3、ソフト（赤）：C4の組み合わせ。また、アメリカGPの金曜フリー走行で2020年仕様のタイヤを2セット追加供給することを明らかにした。
パワーユニット(PU)
ホンダはホームグランプリの次戦日本GPを見据え、レッドブルとトロ・ロッソの全4台に対し、スペック4の新しいエレメントを投入する。既に全車年間最大基数を超えているため、交換スケジュールの関係で母国グランプリとなるダニール・クビアト（トロ・ロッソ）のみエナジーストア（バッテリー）を除いた全エレメントを交換することにより後方グリッドへ、他の3台はエンジン(ICE)のみが交換され5グリッド降格ペナルティを受ける。
マクラーレンは、2021年からのPU供給契約をメルセデスと結んだ。両者の組み合わせは2014年以来7年ぶりとなる。供給期間は少なくとも2024年までとされている。
その他
母国グランプリとなるクビアトは、ロシアの国旗にも使われている白・赤・青でデザインされた特別デザインのヘルメットを用意していたが、既にイタリアGPで特別デザインのヘルメットを使用しており、特別仕様のヘルメットを使用できるのは1年に1回までとレギュレーションで定められているため、FIAから却下された。

## エントリー
レギュラーシートは前戦シンガポールGPから変更なし。金曜午前のFP1のみ出走するドライバーはなし。

## フリー走行
FP1（金曜午前）
開始から30分を経過した頃、ダニール・クビアトがターン15でマシンを止めた。燃料システムに問題が発生したためで、交換した直後のPUのトラブルではない。このためクビアトは5周しか走行できなかった。セッション終了直前にバルテリ・ボッタスがDRSを作動させた際にフラップの固定が外れ、左側が下がってしまったが、そのままピットへ戻った。チェッカーフラッグが振られた後にダニエル・リカルドがターン10でスピンを喫し、マシン後部からバリアに突っ込んでクラッシュしリアウイングを大きく破損させたが、自走でピットへ戻った。トップタイムはシャルル・ルクレールの1分34秒462。
FP2（金曜午後）
マックス・フェルスタッペンが1分33秒162でトップタイムを記録し、ルクレールが0.3秒差で2番手に続いた。メルセデス勢はボッタスが3番手、ルイス・ハミルトンが4番手だったが、ソフトタイヤでタイムが伸び悩んだ。
FP3（土曜午前）
セッション序盤、クビアトのPUにトラブルが発生し、ターン1でマシンをストップした。ホンダはPUを交換することを決めた。トップタイムはルクレールの1分32秒733で、0.3秒差でチームメイトのセバスチャン・ベッテルが2番手に続き、フェラーリ勢が1-2で好調をアピールした。

## 予選
2019年9月28日 15:00 MSK(UTC+3)
シャルル・ルクレールが4戦連続のポールポジションを獲得した。フェラーリのドライバーが個人での4戦連続のポールポジションを獲得したのは2000年のミハエル・シューマッハ以来19年ぶりであった。ルイス・ハミルトンはセバスチャン・ベッテルを抑えて2番手となり、前戦シンガポールGPに続きフェラーリ勢のフロントロー独占を阻止した。メルセデス勢はミディアムタイヤでQ2のベストタイムを記録し、ソフトタイヤでQ2のベストタイムを出したフェラーリ勢と異なるタイヤで決勝をスタートする。マックス・フェルスタッペンはバルテリ・ボッタスを上回り4番手となったが、PU交換のグリッド降格ペナルティにより9番手からスタートする。アレクサンダー・アルボンはQ1の最初のアタックでロバート・クビサのスピンによりアタックを中断せざるを得ず、2回目のアタックでQ2進出を目指したがターン13でスピンし、リアからタイヤバリアにクラッシュしてしまい予選を終えることになった。既にグリッド後方への降格が決まっているダニール・クビアトは、FP3でPUのトラブルにより2回目のPU交換を行ったがQ1までに間に合わず、ホンダPU勢は厳しい予選結果となった。

### 結果
| 順位                | No. | ドライバー                   | コンストラクター                   | Q1       | Q2       | Q3       | Grid |
| ------------------- | --- | ---------------------------- | ---------------------------------- | -------- | -------- | -------- | ---- |
| 1                   | 16  | シャルル・ルクレール         | フェラーリ                         | 1:33.613 | 1:32.434 | 1:31.628 | 1    |
| 2                   | 44  | ルイス・ハミルトン           | メルセデス                         | 1:33.230 | 1:33.134 | 1:32.030 | 2    |
| 3                   | 5   | セバスチャン・ベッテル       | フェラーリ                         | 1:33.032 | 1:32.536 | 1:32.053 | 3    |
| 4                   | 33  | マックス・フェルスタッペン   | レッドブル-ホンダ                  | 1:33.368 | 1:32.634 | 1:32.310 | 9 1  |
| 5                   | 77  | バルテリ・ボッタス           | メルセデス                         | 1:33.413 | 1:33.281 | 1:32.632 | 4    |
| 6                   | 55  | カルロス・サインツ           | マクラーレン-ルノー                | 1:34.184 | 1:33.807 | 1:33.222 | 5    |
| 7                   | 27  | ニコ・ヒュルケンベルグ       | ルノー                             | 1:34.236 | 1:33.898 | 1:33.289 | 6    |
| 8                   | 4   | ランド・ノリス               | マクラーレン-ルノー                | 1:34.201 | 1:33.725 | 1:33.301 | 7    |
| 9                   | 8   | ロマン・グロージャン         | ハース-フェラーリ                  | 1:34.283 | 1:33.643 | 1:33.517 | 8    |
| 10                  | 3   | ダニエル・リカルド           | ルノー                             | 1:34.138 | 1:33.862 | 1:33.661 | 10   |
| 11                  | 10  | ピエール・ガスリー           | トロ・ロッソ-ホンダ                | 1:34.456 | 1:33.950 |          | 16 2 |
| 12                  | 11  | セルジオ・ペレス             | レーシング・ポイント-BWTメルセデス | 1:34.336 | 1:33.958 |          | 11   |
| 13                  | 99  | アントニオ・ジョヴィナッツィ | アルファロメオ-フェラーリ          | 1:34.755 | 1:34.037 |          | 12   |
| 14                  | 20  | ケビン・マグヌッセン         | ハース-フェラーリ                  | 1:33.889 | 1:34.082 |          | 13   |
| 15                  | 18  | ランス・ストロール           | レーシング・ポイント-BWTメルセデス | 1:34.287 | 1:34.233 |          | 14   |
| 16                  | 7   | キミ・ライコネン             | アルファロメオ-フェラーリ          | 1:34.840 |          |          | 15   |
| 17                  | 63  | ジョージ・ラッセル           | ウィリアムズ-メルセデス            | 1:35.356 |          |          | 17   |
| 18                  | 88  | ロバート・クビサ             | ウィリアムズ-メルセデス            | 1:36.474 |          |          | 18 3 |
| 19                  | 23  | アレクサンダー・アルボン     | レッドブル-ホンダ                  | 1:39.197 |          |          | PL 4 |
| 107% time: 1:39.544 |     |                              |                                    |          |          |          |      |
| NC                  | 26  | ダニール・クビアト           | トロ・ロッソ-ホンダ                | No Time  |          |          | 19 5 |
| ソース:             |     |                              |                                    |          |          |          |      |

追記
- ^1 - フェルスタッペンはFP1で年間最大基数を超えるパワーユニット交換（5基目のエンジン(ICE)）を行ったため5グリッド降格[4][18]
- ^2 - ガスリーはFP1で年間最大基数を超えるパワーユニット交換（7基目のICE）を行ったため5グリッド降格[4][19]
- ^3 - クビサはFP1で年間最大基数を超えるパワーユニット交換（4基目のICE/ターボチャージャー(TC)/MGU-H）を行い、降格グリッド数が15を超えたため後方グリッドに降格[20][21]
- ^4 - アルボンは予選Q1でのクラッシュの影響により、決勝前にパルクフェルメルールを破って仕様が異なるフロアに交換したため、決勝はピットレーンからスタートする[22]。このため、以下のペナルティについての影響はない
  - FP1で年間最大基数を超えるパワーユニット交換（5基目のICE）を行ったため5グリッド降格[4][23]
  - 決勝前に年間最大基数を超えるパワーユニット交換（5基目のTC/MGU-H、4基目のMGU-K）を行ったため15グリッド降格[24]
  - 決勝前に6戦以内のギアボックス交換を行ったため5グリッド降格[25]
- ^5 - クビアトは予選を走行できず、スチュワードの判断により最後尾グリッドから決勝への出走が許可された[26]。このため、以下のペナルティについての影響はない
  - FP1で年間最大基数を超えるパワーユニット交換（6基目のICE/TC/MGU-H、5基目のMGU-K）を行い、降格グリッド数が15を超えたため後方グリッドに降格[4][27]
  - 予選前に年間最大基数を超えるパワーユニット交換（7基目のICE/TC/MGU-H、6基目のMGU-K）を行い、降格グリッド数が15を超えたため後方グリッドに降格[20][28]

## 決勝
2019年9月29日 14:10 MSK(UTC+3)
2番手スタートのルイス・ハミルトンが逆転で今季9勝目を挙げ、メルセデスが1-2フィニッシュを果たした。フェラーリ勢はセバスチャン・ベッテルが序盤に首位を奪い、シャルル・ルクレールとの1-2走行で優位にレースを展開していったかに見えたが、ベッテルがPUのトラブルでリタイアに終わってから流れが変わり、メルセデス勢に逆転を許してしまった。またこれにより、次戦日本GPでコンストラクターズタイトルが確定する条件が浮上することとなった。

### 展開
3番手スタートのセバスチャン・ベッテルが1周目にルイス・ハミルトンとシャルル・ルクレールを抜いてトップに立ち、レース前半はフェラーリ勢が有利に進めていったが、その後ルクレールを先行させることを望んだフェラーリピットからの指示にベッテルが従わず、チームオーダーが不発に終わるという問題が発生した。最終的にはタイヤ交換のタイミングでルクレールのアンダーカットによりベッテルの前に出たが、ベッテルがリードしている状況でチームオーダーを出してまでルクレールの先行を強行させようとした判断についてフェラーリは批判を受けることとなった。その後、ベッテルはMGU-Kのトラブルを訴え、チームからマシンを止めろと指示されマシンを止めたことでバーチャルセーフティカー(VSC)が出動し、この間にミディアムタイヤでレースをスタートしたメルセデス勢はソフトタイヤに交換を済ませ、ハミルトンがルクレールを逆転する。さらにその直後にジョージ・ラッセルがクラッシュしてセーフティカー(SC)が出動し、SC走行中にルクレールがソフトタイヤに交換したことでバルテリ・ボッタスにも抜かれて3位に後退した。以後、ボッタスがルクレールを抑え、ハミルトンは首位を独走してファステストラップも記録。メルセデスの1-2フィニッシュでレースは終わり、ハミルトンは今季9勝目、メルセデスはロシアGP全勝をキープした。
グリッド降格ペナルティがあったレッドブル勢はマックス・フェルスタッペンが4位、予選のクラッシュの影響によりピットレーンスタートとなったアレクサンダー・アルボンは5位に入賞した。マクラーレンはカルロス・サインツJr.が6位、ランド・ノリスが8位とダブル入賞を果たした。他の入賞は7位セルジオ・ペレス。8位は本来ケビン・マグヌッセンだったが5秒のタイムペナルティを課され降格となったが9位をキープ。10位にはニコ・ヒュルケンベルグが滑り込んだ。
ドライバーズタイトルだが、残りのレースで獲得できる最大のポイントは130ポイント。チャンピオン争いもハミルトンで内定しているものの、ランキング5位のベッテルまでは理論上逆転できる範囲に踏みとどまった。詳細は日本GPに譲るが、どのような結果になったとしても、数字上では第18戦メキシコGPでハミルトンのタイトルが決定する条件を満たす形となる。

### 結果
| 順位    | No. | ドライバー                   | コンストラクター                   | 周回数 | タイム/リタイア原因  | Grid | Pts.  |
| ------- | --- | ---------------------------- | ---------------------------------- | ------ | -------------------- | ---- | ----- |
| 1       | 44  | ルイス・ハミルトン           | メルセデス                         | 53     | 1:33:38.992          | 2    | 26 FL |
| 2       | 77  | バルテリ・ボッタス           | メルセデス                         | 53     | +3.829               | 4    | 18    |
| 3       | 16  | シャルル・ルクレール         | フェラーリ                         | 53     | +5.212               | 1    | 15    |
| 4       | 33  | マックス・フェルスタッペン   | レッドブル-ホンダ                  | 53     | +14.210              | 9    | 12    |
| 5       | 23  | アレクサンダー・アルボン     | レッドブル-ホンダ                  | 53     | +38.348              | PL   | 10    |
| 6       | 55  | カルロス・サインツ           | マクラーレン-ルノー                | 53     | +45.889              | 5    | 8     |
| 7       | 11  | セルジオ・ペレス             | レーシング・ポイント-BWTメルセデス | 53     | +48.728              | 11   | 6     |
| 8       | 4   | ランド・ノリス               | マクラーレン-ルノー                | 53     | +57.749              | 7    | 4     |
| 9       | 20  | ケビン・マグヌッセン         | ハース-フェラーリ                  | 53     | +58.779              | 13   | 2     |
| 10      | 27  | ニコ・ヒュルケンベルグ       | ルノー                             | 53     | +59.841              | 6    | 1     |
| 11      | 18  | ランス・ストロール           | レーシング・ポイント-BWTメルセデス | 53     | +1:00.821            | 14   |       |
| 12      | 26  | ダニール・クビアト           | トロ・ロッソ-ホンダ                | 53     | +1:02.496            | 19   |       |
| 13      | 7   | キミ・ライコネン             | アルファロメオ-フェラーリ          | 53     | +1:08.910            | 15   |       |
| 14      | 10  | ピエール・ガスリー           | トロ・ロッソ-ホンダ                | 53     | +1:10.076            | 16   |       |
| 15      | 99  | アントニオ・ジョヴィナッツィ | アルファロメオ-フェラーリ          | 53     | +1:13.346            | 12   |       |
| Ret     | 88  | ロバート・クビサ             | ウィリアムズ-メルセデス            | 28     | パーツ保護のため撤退 | 18   |       |
| Ret     | 63  | ジョージ・ラッセル           | ウィリアムズ-メルセデス            | 27     | ブレーキ             | 17   |       |
| Ret     | 5   | セバスチャン・ベッテル       | フェラーリ                         | 26     | MGU-K                | 3    |       |
| Ret     | 3   | ダニエル・リカルド           | ルノー                             | 24     | 接触ダメージ         | 10   |       |
| Ret     | 8   | ロマン・グロージャン         | ハース-フェラーリ                  | 0      | 接触                 | 8    |       |
| ソース: |     |                              |                                    |        |                      |      |       |

ファステストラップ
- ルイス・ハミルトン - 1:35.761（51周目）

ラップリーダー
- 1-25=ベッテル、26-53=ハミルトン

追記
- ^FL - ファステストラップの1点を含む
- † - リタイアだが、90%以上の距離を走行したため規定により完走扱い

## 第16戦終了時点のランキング
|         | 順位 | ドライバー                 | ポイント |
| ------- | ---- | -------------------------- | -------- |
|         | 1    | ルイス・ハミルトン         | 322      |
|         | 2    | バルテリ・ボッタス         | 249      |
|         | 3    | シャルル・ルクレール       | 215      |
|         | 4    | マックス・フェルスタッペン | 212      |
|         | 5    | セバスチャン・ベッテル     | 194      |
| ソース: |      |                            |          |

|         | 順位 | コンストラクター    | ポイント |
| ------- | ---- | ------------------- | -------- |
|         | 1    | メルセデス          | 571      |
|         | 2    | フェラーリ          | 409      |
|         | 3    | レッドブル-ホンダ   | 311      |
|         | 4    | マクラーレン-ルノー | 101      |
|         | 5    | ルノー              | 68       |
| ソース: |      |                     |          |

- 注：ドライバー、コンストラクター共にトップ5のみ表示。